# Post-partum (album)
Pour les articles homonymes, voir Post-partum (homonymie).
Albums de Les Innocents
Fous à lier
(1992) Les Innocents
(1999)
Singles
1. Un monde parfait
Sortie : 10 novembre 1995
2. Colore
Sortie : 6 mai 1996
3. Des jours adverses
Sortie : 1996
4. Dentelle
Sortie : 1996
5. Raide, raide, raide
Sortie : 1997

Post-Partum est le troisième album signé par Les Innocents, sorti en 1995.
L'album est enregistré entre mars 1994 à juillet 1995 à Studio Plus et à la Mahoudière.

## Liste des titres
| 1.    | Un monde parfait (J. P. Nataf)                                    | 3:50 |
| 2.    | Long, Long, Long (Jean-Christophe Urbain)                         | 3:49 |
| 3.    | Lunes de lait (J. P. Nataf)                                       | 4:34 |
| 4.    | Dentelle (Jean-Christophe Urbain)                                 | 3:12 |
| 5.    | Entre Amos et Amsterdam (J. P. Nataf)                             | 4:41 |
| 6.    | Lésions étrangères (J. P. Nataf)                                  | 1:31 |
| 7.    | Des jours adverses (J. P. Nataf)                                  | 4:23 |
| 8.    | La Peau du grizzly (J. P. Nataf)                                  | 4:12 |
| 9.    | Raide, Raide, Raide (J. P. Nataf)                                 | 3:49 |
| 10.   | Colore (Jean-Christophe Urbain)                                   | 4:54 |
| 11.   | Franges en bataille (J. P. Nataf)                                 | 4:45 |
| 12.   | (piste silencieuse)                                               | 1:12 |
| 13.   | Lésions étrangères (deuxième partie) (piste cachée) (J. P. Nataf) | 1:02 |
| 14.   | Piste cachée (J. P. Nataf - Jean-Christophe Urbain)               | 5:50 |
| 51:51 |                                                                   |      |

La dernière piste consiste en plusieurs plages instrumentales avec divers bruitages et des extraits des chansons de l'album dans leur ordre de parution.
- éditeur : Malifusic / Pom à Jus